# Впадина

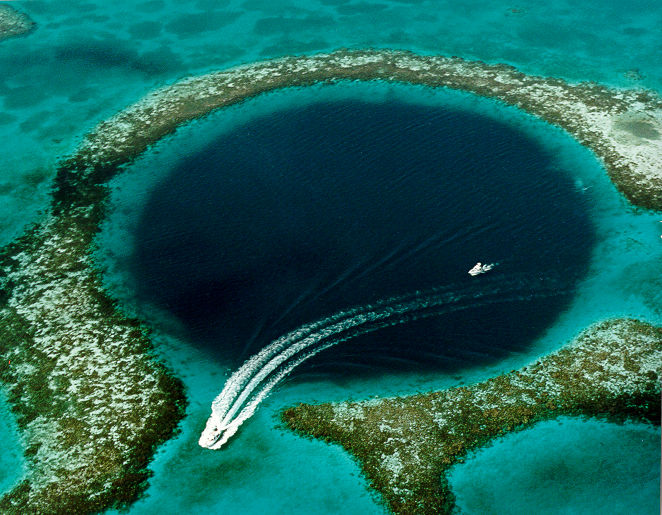
Впадина

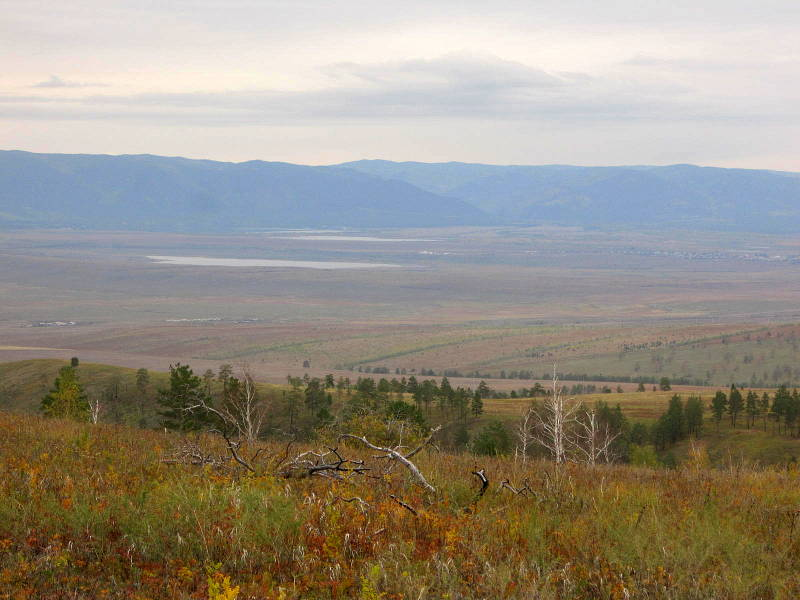
Убукунская впадина

Впадина — замкнутое понижение земной поверхности относительно окружающей местности, может быть открыто с одной или двух противоположных сторон. Впадины классифицируются по механизмам формирования:
- Заполненные седиментами тектонические впадины
- Участок выдувания — впадина, созданная ветровой эрозией, как правило в песчаной пустыне или в сухой почве (например, в лёссе).
- Грабен — структурный элемент между разломами в рифтовых зонах.
- Ударный кратер — впадина, образованная падением метеорита.
- Кратер провала — впадина, сформировавшаяся путём провала земной поверхности в пустоты.
- Котловина образуется при таянии куска ледника.
- Впадины могут образоваться в результате обвала, вызванного коллапсом нижележащих структур, например, карстовая воронка в результате карстовых процессов или кальдера и маар на вершинах вулканов.
- Долина — тип впадины, как правило, созданный эрозией.
- Впадины могут образовываться в зонах субдукции и островных дуг.
- Океанический жёлоб представляет собой глубокую впадину на дне океана. Образуется путём продавливания океанической коры под другую океаническую или континентальную кору.
- Впадина может образоваться в результате продавливания поверхности массивными объектами, например, ледниками, после таяния которых происходит послеледниковое поднятие.